# Ironi Nahariya
Maillots
L'Ironi Nahariya est un club israélien de basket-ball appartenant au championnat d'Israël de basket-ball, en deuxième division. Le club est basé dans la ville de Nahariya.

## Historique
Le club est relégué en deuxième division (Liga Leumit) à l'issue de la saison 2020-2021.

## Palmarès
- Finaliste du Championnat d'Israël : 2003
- Demi-finaliste de la Coupe d'Israël : 2009

## Entraîneurs
- 2005-2006 :  Jayson Wells
- 2006-2008 :  Ariel Beit-Halachmi
- 2019- :  Danny Franco

## Joueurs célèbres ou marquants
- Derwin Kitchen